# گوشچیشوو
گوشچیشوو (به لاتین: Gościszów) یک روستا در لهستان است که در گمینا نوووگروجتس واقع شده‌است. گوشچیشوو ۱٬۴۹۰ نفر جمعیت دارد.